# Michael Fortescue
Michael Fortescue (* 8. August 1946 in Thornbury) ist ein britischer Linguist und emeritierter Professor, der sich auf arktische Sprachen spezialisiert hat. Er ist bekannt für die Rekonstruktion verschiedener arktischer Ursprachen.

## Werdegang
Fortescue schloss 1970 den Master in slawischer Sprach- und Literaturwissenschaft ab und promovierte 1978 an der Universität Edinburgh in Linguistik. 1979 studierte er an der Universität Kopenhagen Eskimologie und unterrichtete es dort anschließend. Zwischen 1980 und 2006 betrieb er verschiedene Feldforschung in Grönland und in den arktischen Gebieten Russlands und Nordamerikas. Zwischen 1985 und 1995 war er Leiter der Abteilung für Eskimologie und zwischen 2000 und 2011 Linguistikprofessor an der Universität Kopenhagen.
2019 wurde er zum Mitglied der Academia Europaea gewählt.

## Forschung
Seine Forschungsgebiete umfassen die Eskimo-Aleutischen, Tschuktscho-kamtschadalischen und Wakash-Sprachen. 1984 verfasste er eine Grammatik der West-Grönländischen Sprache. Zudem schrieb er vergleichende Wörterbücher der Eskimo-, Wakash- sowie Tschuktscho-kamtschadalischen Sprachen. Diese gelten heute als Standardwerke.

## Publikationen (Auswahl)
- Comparative Nivkh Dictionary. München: Lincom, 2016.
- Comparative Eskimo dictionary: with Aleut cognates. Fairbanks: Alaska Native Language Center, 2010 (mit S. Jacobson & L. Kaplan).
- Comparative Wakashan dictionary. München: Lincom, 2007.
- Comparative Chukotko-Kamchatkan dictionary. Berlin: Mouton de Gruyter, 2005.
- The domain of language. Kopenhagen: Museum Tusculanum, 2002.
- Morphological versus syntactic direct and indirect speech in West Greenlandic Eskimo. Kopenhagen, 1995.
- Comparative Eskimo Dictionary. Fairbanks: Alaska Native Language Press, 1994 (mit S. Jacobson & L. Kaplan).
- Inuktun: an introduction to the language of Qaanaaq, Thule. Kopenhagen: Institut for Eskimologis Skriftrække, 1991.
- West Greenlandic. London: Croom Helm, 1984.